# Reichstagswahlkreis Regierungsbezirk Kassel 1

Die Wahlkreisaufteilung des Deutschen Reichs.

Der Reichstagswahlkreis Regierungsbezirk Kassel 1 (in der reichsweiten Durchnummerierung auch Reichstagswahlkreis 193; nach den Kreisen im Wahlkreis auch Reichstagswahlkreis Rinteln-Hofgeismar genannt) war der erste Reichstagswahlkreis im Regierungsbezirk Kassel der preußischen Provinz Hessen-Nassau für die Reichstagswahlen im Deutschen Reich und im Norddeutschen Bund von 1867 bis 1918.

## Wahlkreiszuschnitt
Er umfasste die ehemaligen kurhessischen Kreise Hofgeismar, Rinteln und Wolfhagen. Bis 1890 wurde er immer durch Nationalliberale Abgeordnete, danach durch antisemitische Abgeordnete vertreten.
| Jahr | Einwohner |
| ---- | --------- |
| 1890 | 101.900   |
| 1895 | 105.115   |
| 1900 | 104.881   |
| 1905 | 108.499   |
| 1910 | 110.178   |

|      | Landwirtschaft | Industrie und Gewerbe | Handel und Dienstleistungen |
| ---- | -------------- | --------------------- | --------------------------- |
| 1895 | 56,7           | 30,7                  | 12,6                        |
| 1907 | 55,9           | 32,2                  | 12,0                        |

|      | Evangelisch | Katholisch |
| ---- | ----------- | ---------- |
| 1890 | 94,5        | 3,9        |
| 1905 | 94,7        | 4,1        |
| 1910 | 94,6        | 4,1        |

## Abgeordnete
| Wahl                                 | Abgeordneter            | Partei   | Bild |
| ------------------------------------ | ----------------------- | -------- | ---- |
| Reichstagswahl Februar 1867 bis 1881 | Friedrich Oetker        | NL       |      |
| Ersatzwahl 1881 bis 1884             | Hermann Schläger        | NL       |      |
| Reichstagswahl 1884 bis 1890         | Carl Oetker             | NL       |      |
| Reichstagswahl 1890 bis 1893         | Ludwig Werner           | DRefP    |      |
| Reichstagswahl 1893 bis 1895         | Adolf König             | DRefP    | 0    |
| Ersatzwahl 1895 bis 1900             | Georg Wilhelm Vielhaben | DRefP    | 0    |
| Ersatzwahl bis 1903                  | Rudolph Vogel           | DSozRefP | 0    |
| Reichstagswahl 1903 bis 1906         | Ludwig zu Reventlow     | DSozRefP | 0    |
| Ersatzwahl 1906 bis 1918             | Richard Herzog          | DSozRefP |      |

## Wahlen

### 1867 (Februar)
Es fand nur ein Wahlgang statt. Die Zahl der gültigen Stimmen betrug 10180.
| Kandidat         | Partei | Stimmen | in %   | Anmerkungen |
| ---------------- | ------ | ------- | ------ | ----------- |
| Friedrich Oetker | NL     | 9848    | 96,7 % | 0           |

Oetker war auch im Reichstagswahlkreis Regierungsbezirk Kassel 2 gewählt worden, nahm aber das Mandat im Wahlkreis 1 an.

### 1867 (August)
Es fand nur ein Wahlgang statt. Die Zahl der gültigen Stimmen betrug 5646.
| Kandidat         | Partei | Stimmen | in %   | Anmerkungen |
| ---------------- | ------ | ------- | ------ | ----------- |
| Friedrich Oetker | NL     | 5485    | 97,1 % | 0           |

### 1871
Es fand nur ein Wahlgang statt. Die Zahl der Wahlberechtigten betrug 19283. 5460 Stimmen wurden abgegeben, die Wahlbeteiligung betrug 28,3 %. Die Zahl der gültigen Stimmen betrug 5397.
| Kandidat           | Partei   | Stimmen | in %   | Anmerkungen                                      |
| ------------------ | -------- | ------- | ------ | ------------------------------------------------ |
| Friedrich Oetker   | NL       | 5248    | 97,2 % | 0                                                |
| Friedrich Scheffer | K        | 28      | 0,5 %  | 0                                                |
| Humbert Scheck     | NL       | 48      | 0,9 %  | Leiter eines Erziehungsheimes in Hofgeismar, Dr. |
| 0                  | Sonstige | 73      | 1,4    | 0                                                |

### 1874
Es fand nur ein Wahlgang statt. Die Zahl der Wahlberechtigten betrug 17940. 7091 Stimmen wurden abgegeben, die Wahlbeteiligung betrug 39,5 %. Die Zahl der gültigen Stimmen betrug 7064.
| Kandidat               | Partei   | Stimmen | in %   | Anmerkungen |
| ---------------------- | -------- | ------- | ------ | --- |
| Friedrich Oetker       | NL       | 5754    | 81,5 % | 0 |
| Wilhelm Hopf           | Part.    | 1263    | 17,9 % | Pfarrkandidat, Gymnasiallehrer in Kassel, Herausgeber der Hessischen Blätter, späterer Führer der Hessischen Rechtspartei |
| Heinrich Robert Martin | Part.    | 27      | 0,4 %  | Oberappellationsgerichtsrat in Kassel                                                                                     |
| 0                      | Sonstige | 20      | 0,3    | 0 |

### 1877
Es fand nur ein Wahlgang statt. Die Zahl der Wahlberechtigten betrug 17979. 7089 Stimmen wurden abgegeben, die Wahlbeteiligung betrug 39,4 %. Die Zahl der gültigen Stimmen betrug 7075.
| Kandidat         | Partei   | Stimmen | in %   | Anmerkungen                            |
| ---------------- | -------- | ------- | ------ | -------------------------------------- |
| Friedrich Oetker | NL       | 5679    | 80,3 % | 0                                      |
| Heinrich Knobel  | K        | 57      | 0,8 %  | Landwirt, Bürgermeister von Ehlen, MdK |
| Wilhelm Hopf     | Part.    | 1277    | 18 %   | 0                                      |
| 0                | Sonstige | 62      | 0,9    | 0                                      |

### 1878
Es fand nur ein Wahlgang statt. Die Zahl der Wahlberechtigten betrug 19218. 13149 Stimmen wurden abgegeben, die Wahlbeteiligung betrug 68,4 %. Die Zahl der gültigen Stimmen betrug 13125.
| Kandidat                     | Partei   | Stimmen | in %   | Anmerkungen |
| ---------------------------- | -------- | ------- | ------ | ----------- |
| Friedrich Oetker             | NL       | 8374    | 63,8 % | 0           |
| Hans von Hardenberg          | K        | 4164    | 31,7 % | 0           |
| Burghard von Schorlemer-Alst | Zentrum  | 572     | 4,4 %  | 0           |
| 0                            | Sonstige | 15      | 0,1    | 0           |

### Ersatzwahl 1881
Bei der Ersatzwahl am 24. Mai 1881 fanden zwei Wahlgänge statt. Die Zahl der Wahlberechtigten betrug 18090. 9626 Stimmen wurden im ersten Wahlgang abgegeben, die Wahlbeteiligung betrug 53,2 %. Die Zahl der gültigen Stimmen betrug 9595.
| Kandidat              | Partei   | Stimmen | in %   | Anmerkungen |
| --------------------- | -------- | ------- | ------ | ----------- |
| Hermann Schläger      | NL       | 4044    | 42,1 % | 0           |
| Hans von der Malsburg | K        | 2450    | 25,5 % | 0           |
| Christian Liebermann  | DFP      | 3098    | 32,3 % | 0           |
| 0                     | Sonstige | 3       | 0      | 0           |

Die Wahlbeteiligung betrug in der Stichwahl 52 %. Die Zahl der gültigen Stimmen betrug 9398.
| Kandidat             | Partei | Stimmen | in %   | Anmerkungen |
| -------------------- | ------ | ------- | ------ | ----------- |
| Hermann Schläger     | NL     | 5144    | 54,7 % | 0           |
| Christian Liebermann | DFP    | 4254    | 45,3 % | 0           |

### 1881
Es fanden zwei Wahlgänge statt. Die Zahl der Wahlberechtigten betrug 19907. 10790 Stimmen wurden im ersten Wahlgang abgegeben, die Wahlbeteiligung betrug 54,2 %. Die Zahl der gültigen Stimmen betrug 10754.
| Kandidat             | Partei   | Stimmen | in %   | Anmerkungen |
| -------------------- | -------- | ------- | ------ | ----------- |
| Hermann Schläger     | NL       | 3949    | 36,7 % | 0           |
| Heinrich Knobel      | K        | 4789    | 44,6 % | 0           |
| Christian Liebermann | DFP      | 2003    | 18,6 % | 0           |
| 0                    | Sonstige | 13      | 0,1    | 0           |

14140 Stimmen wurden in der Stichwahl abgegeben, die Wahlbeteiligung betrug 71 %. Die Zahl der gültigen Stimmen betrug 14114.
| Kandidat         | Partei | Stimmen | in %   | Anmerkungen |
| ---------------- | ------ | ------- | ------ | ----------- |
| Hermann Schläger | NL     | 7119    | 50,4 % | 0           |
| Heinrich Knobel  | K      | 6995    | 49,6 % | 0           |

### 1884
Es fand nur ein Wahlgang statt. Die Zahl der Wahlberechtigten betrug 19812. 12586 Stimmen wurden abgegeben, die Wahlbeteiligung betrug 63,5 %. Die Zahl der gültigen Stimmen betrug 12559.
| Kandidat        | Partei   | Stimmen | in %   | Anmerkungen |
| --------------- | -------- | ------- | ------ | ----------- |
| Carl Oetker     | NL       | 6347    | 50,5 % | 0           |
| Heinrich Knobel | K        | 6205    | 49,4 % | 0           |
| 0               | Sonstige | 7       | 0,1    | 0           |

### 1887
Es fand nur ein Wahlgang statt. Die Zahl der Wahlberechtigten betrug 20366. 13848 Stimmen wurden abgegeben, die Wahlbeteiligung betrug 68 %. Die Zahl der gültigen Stimmen betrug 13783.
| Kandidat                     | Partei   | Stimmen | in %   | Anmerkungen |
| ---------------------------- | -------- | ------- | ------ | ----------- |
| Carl Oetker                  | NL       | 11800   | 85,6 % | 0           |
| Ludwig Windthorst            | Zentrum  | 419     | 3 %    | 0           |
| Burghard von Schorlemer-Alst | Zentrum  | 230     | 1,2 %  | 0           |
| Albert Traeger               | DFrP     | 795     | 5,8 %  | 0           |
| Heinrich Meister             | SPD      | 463     | 3,4 %  | 0           |
| Wilhelm Pfannkuch            | SPD      | 57      | 0,4 %  | 0           |
| 0                            | Sonstige | 19      | 0,1    | 0           |

### 1890
Es fanden zwei Wahlgänge statt. Die Zahl der Wahlberechtigten betrug 20607. 12798 Stimmen wurden im ersten Wahlgang abgegeben, die Wahlbeteiligung betrug 62,1 %. Die Zahl der gültigen Stimmen betrug 12764.
| Kandidat          | Partei   | Stimmen | in %   | Anmerkungen       |
| ----------------- | -------- | ------- | ------ | ----------------- |
| Ludwig Werner     | DRefP    | 3314    | 26 %   | 0                 |
| Wilhelm Kersting  | NL       | 4812    | 37,7 % | Kammergerichtsrat |
| Albert Traeger    | DFrP     | 1894    | 14,8 % | 0                 |
| August Brey       | SPD      | 2613    | 20,5 % | 0                 |
| Wilhelm Pfannkuch | SPD      | 102     | 0,8 %  | 0                 |
| 0                 | Sonstige | 29      | 0,2    | 0                 |

13922 Stimmen wurden in der Stichwahl abgegeben, die Wahlbeteiligung betrug 67,6 %. Die Zahl der gültigen Stimmen betrug 13833.
| Kandidat         | Partei | Stimmen | in %   | Anmerkungen |
| ---------------- | ------ | ------- | ------ | ----------- |
| Ludwig Werner    | DRefP  | 8978    | 64,9 % | 0           |
| Wilhelm Kersting | NL     | 4855    | 35,1 % | 0           |

### 1893
Es fanden zwei Wahlgänge statt. Die Zahl der Wahlberechtigten betrug 21378. 14461 Stimmen wurden im ersten Wahlgang abgegeben, die Wahlbeteiligung betrug 67,1 %. Die Zahl der gültigen Stimmen betrug 14418.
| Kandidat        | Partei   | Stimmen | in %   | Anmerkungen                        |
| --------------- | -------- | ------- | ------ | ---------------------------------- |
| Ludwig Werner   | DRefP    | 3835    | 26,2 % | 0                                  |
| August Maertens | DRP      | 6155    | 42,7 % | Gutsbesitzer in Sieberthausen, MdK |
| Richard Müller  | Zentrum  | 368     | 2,6 %  | 0                                  |
| Carl Meyer      | FrVP     | 1012    | 7 %    | Gastwirt in Rinteln                |
| Albert Paul     | SPD      | 2728    | 18,9 % | 0                                  |
| Martin Julius   | HessRP   | 306     | 2,1 %  | 0                                  |
| 0               | Sonstige | 14      | 0,1    | 0                                  |

14317 Stimmen wurden in der Stichwahl abgegeben, die Wahlbeteiligung betrug 67 %. Die Zahl der gültigen Stimmen betrug 14262.
| Kandidat        | Partei | Stimmen | in %   | Anmerkungen |
| --------------- | ------ | ------- | ------ | ----------- |
| Ludwig Werner   | DRefP  | 8035    | 56,3 % | 0           |
| August Maertens | DRP    | 6227    | 43,7 % | 0           |

Der gewählte Ludwig Werner nahm das Mandat wegen Doppelwahl nicht an.

### Ersatzwahl 1893
Es fanden bei der Ersatzwahl am 14. Juli 1893 zwei Wahlgänge statt. Die Zahl der Wahlberechtigten betrug 21378. 10917 Stimmen wurden im ersten Wahlgang abgegeben, die Wahlbeteiligung betrug 51,1 %. Die Zahl der gültigen Stimmen betrug 10893.
| Kandidat                     | Partei   | Stimmen | in %   | Anmerkungen |
| ---------------------------- | -------- | ------- | ------ | ----------- |
| Adolf König                  | DRefP    | 4419    | 40,6 % | 0           |
| Ludwig von Buttlar-Elberberg | K        | 3121    | 28,7 % | 0           |
| Friedrich Karl Endemann      | NL       | 1845    | 16,9 % | 0           |
| Georg Marcus                 | SPD      | 1492    | 13,7 % | 0           |
| 0                            | Sonstige | 16      | 0,1    | 0           |

10462 Stimmen wurden in der Stichwahl abgegeben, die Wahlbeteiligung betrug 48,9 %. Die Zahl der gültigen Stimmen betrug 10400.
| Kandidat                     | Partei | Stimmen | in %   | Anmerkungen |
| ---------------------------- | ------ | ------- | ------ | ----------- |
| Adolf König                  | DRefP  | 6631    | 63,8 % | 0           |
| Ludwig von Buttlar-Elberberg | K      | 3769    | 36,2 % | 0           |

Die Wahl wurde am 26. Februar 1895 für ungültig erklärt. Der Landrat hatte den Termin der Nachwahl mit einer Frist von 6 Tagen verkündet, gesetzlich wären jedoch 8 Tage notwendig gewesen.

### Ersatzwahl 1895
Bei der Ersatzwahl am 23. April 1895 fand nur ein Wahlgang statt. Die Zahl der Wahlberechtigten betrug 21496. 9292 Stimmen wurden abgegeben, die Wahlbeteiligung betrug 43,1 %. Die Zahl der gültigen Stimmen betrug 9246.
| Kandidat                | Partei   | Stimmen | in %   | Anmerkungen                                |
| ----------------------- | -------- | ------- | ------ | ------------------------------------------ |
| Georg Wilhelm Vielhaben | DRefP    | 5029    | 54,4 % | 0                                          |
| Carl C. Souchay         | NL       | 1245    | 13,5 % | Landwirt, Rentier, Gutsbesitzer in Künzell |
| Rudolf Virchow          | FrVP     | 502     | 5,4 %  | 0                                          |
| Theodor von Wächter     | SPD      | 2265    | 24,5 % | 0                                          |
| Julius Martin           | HessRP   | 164     | 1,8 %  | 0                                          |
| 0                       | Sonstige | 41      | 0,4    | 0                                          |

### 1898
Es fand nur ein Wahlgang statt. Die Zahl der Wahlberechtigten betrug 21357. 9416 Stimmen wurden abgegeben, die Wahlbeteiligung betrug 44,1 %. Die Zahl der gültigen Stimmen betrug 9384.
| Kandidat                | Partei   | Stimmen | in %   | Anmerkungen                           |
| ----------------------- | -------- | ------- | ------ | ------------------------------------- |
| Georg Wilhelm Vielhaben | DRefP    | 6035    | 64,3 % | 0                                     |
| Eduard Harnier          | NL       | 130     | 1,4 %  | Rechtsanwalt und Notar in Kassel, MdK |
| Gustav Garbe            | SPD      | 2762    | 29,4 % | 0                                     |
| Julius Martin           | HessRP   | 117     | 1,2 %  | 0                                     |
| 0                       | Sonstige | 53      | 0,6    | 0                                     |

### Ersatzwahl 1900
Bei der Ersatzwahl am 11. Oktober 1900 fanden zwei Wahlgänge statt. Die Zahl der Wahlberechtigten betrug 21715. 8544 Stimmen wurden im ersten Wahlgang abgegeben, die Wahlbeteiligung betrug 39,3 %. Die Zahl der gültigen Stimmen betrug 8533.
| Kandidat            | Partei   | Stimmen | in %   | Anmerkungen                                                  |
| ------------------- | -------- | ------- | ------ | ------------------------------------------------------------ |
| Rudolph Vogel       | DSozRefP | 2353    | 27,6 % | 0                                                            |
| Friedrich Lippoldes | K        | 2636    | 30,9 % | Gutsbesitzer und Bürgermeister in Weibeck                    |
| Robert Wittje       | NL       | 1467    | 17,2 % | 0                                                            |
| Ernst Lieber        | Zentrum  | 103     | 1,2 %  | 0                                                            |
| Wilhelm Ernst       | FrVP     | 307     | 3,6 %  | Selterswasserfabrikant und Steinhauermeister in Obernkirchen |
| Gustav Garbe        | SPD      | 1655    | 19,4 % | 0                                                            |
| 0                   | Sonstige | 12      | 0,1    | 0                                                            |

8488 Stimmen wurden bei der Stichwahl abgegeben, die Wahlbeteiligung betrug 39 %. Die Zahl der gültigen Stimmen betrug 8420.
| Kandidat            | Partei   | Stimmen | in %   | Anmerkungen |
| ------------------- | -------- | ------- | ------ | ----------- |
| Rudolph Vogel       | DSozRefP | 5003    | 59,4 % | 0           |
| Friedrich Lippoldes | K        | 3417    | 40,6 % | 0           |

### 1903
Es fanden zwei Wahlgänge statt. Die Zahl der Wahlberechtigten betrug 22722. 13411 Stimmen wurden im ersten Wahlgang abgegeben, die Wahlbeteiligung betrug 59 %. Die Zahl der gültigen Stimmen betrug 13376.
| Kandidat            | Partei   | Stimmen | in %   | Anmerkungen    |
| ------------------- | -------- | ------- | ------ | -------------- |
| Ludwig zu Reventlow | DSozRefP | 6426    | 48 %   | 0              |
| Paul Rocke          | NL       | 2154    | 16,1 % | 0              |
| Richard Müller      | Zentrum  | 542     | 4,1 %  | 0              |
| Ludwig Volkemimg    | FrVP     | 748     | 5,6 %  | 0              |
| Oscar Vetterlein    | SPD      | 3488    | 26,1 % | Zigarrenmacher |
| 0                   | Sonstige | 18      | 0,1    | 0              |

13624 Stimmen wurden in der Stichwahl abgegeben, die Wahlbeteiligung betrug 60 %. Die Zahl der gültigen Stimmen betrug 13573.
| Kandidat            | Partei   | Stimmen | in %   | Anmerkungen |
| ------------------- | -------- | ------- | ------ | ----------- |
| Ludwig zu Reventlow | DSozRefP | 9543    | 70,3 % | 0           |
| Oscar Vetterlein    | SPD      | 4030    | 29,7 % | 0           |

### Ersatzwahl 1906
Bei der Ersatzwahl am 20. Juli 1906 fanden zwei Wahlgänge statt. 14353 Stimmen wurden im ersten Wahlgang abgegeben, die Wahlbeteiligung betrug etwa 80 %. Die Zahl der gültigen Stimmen betrug 14322.
| Kandidat           | Partei   | Stimmen | in %   | Anmerkungen         |
| ------------------ | -------- | ------- | ------ | ------------------- |
| Richard Herzog     | DSozRefP | 6318    | 44,1 % | 0                   |
| Dietrich Helmerich | DRefP    | 1882    | 13,1 % | Kaufmann, Privatier |
| Paul Rocke         | NL       | 1189    | 8,3 %  | 0                   |
| Richard Röhrig     | FrVP     | 937     | 6,5 %  | 0                   |
| Oscar Vetterlein   | SPD      | 3995    | 27,9 % | 0                   |
| 0                  | Sonstige | 1       | 0      | 0                   |

Die Zahl der gültigen Stimmen in der Stichwahl betrug 13596.
| Kandidat         | Partei   | Stimmen | in %   | Anmerkungen |
| ---------------- | -------- | ------- | ------ | ----------- |
| Richard Herzog   | DSozRefP | 9098    | 66,9 % | 0           |
| Oscar Vetterlein | SPD      | 4498    | 33,1 % | 0           |

### 1907
Es fanden zwei Wahlgänge statt. Die Zahl der Wahlberechtigten betrug 24183. 19034 Stimmen wurden im ersten Wahlgang abgegeben, die Wahlbeteiligung betrug 78,7 %. Die Zahl der gültigen Stimmen betrug 19005.
| Kandidat         | Partei   | Stimmen | in %   | Anmerkungen                         |
| ---------------- | -------- | ------- | ------ | ----------------------------------- |
| Richard Herzog   | DSozRefP | 8877    | 46,7 % | 0                                   |
| Ernst Simons     | DRefP    | 2032    | 10,7 % | Brotfabrikant (Kasseler Simonsbrot) |
| Richard Müller   | Zentrum  | 642     | 3,4 %  | 0                                   |
| Richard Röhrig   | FrVP     | 2516    | 13,2 % | 0                                   |
| Oscar Vetterlein | SPD      | 4805    | 25,3 % | 0                                   |
| Martin Julius    | HessRP   | 126     | 0,7 %  | 0                                   |
| 0                | Sonstige | 7       | 0      | 0                                   |

17277 Stimmen wurden in der Stichwahl abgegeben, die Wahlbeteiligung betrug 71,4 %. Die Zahl der gültigen Stimmen betrug 17124.
| Kandidat         | Partei   | Stimmen | in %   | Anmerkungen |
| ---------------- | -------- | ------- | ------ | ----------- |
| Richard Herzog   | DSozRefP | 12728   | 74,3 % | 0           |
| Oscar Vetterlein | SPD      | 4396    | 25,7 % | 0           |

### 1912
Es fanden zwei Wahlgänge statt. Die Zahl der Wahlberechtigten betrug 26067. 20328 Stimmen wurden im ersten Wahlgang abgegeben, die Wahlbeteiligung betrug 81,1 %. Die Zahl der gültigen Stimmen betrug 20275.
| Kandidat          | Partei   | Stimmen | in %   | Anmerkungen |
| ----------------- | -------- | ------- | ------ | ----------- |
| Richard Herzog    | DSozRefP | 7912    | 39 %   | 0           |
| Otto Hebel        | NL       | 6104    | 30,1 % | 0           |
| Albert Grzesinski | SPD      | 6258    | 30,9 % | 0           |
| 0                 | Sonstige | 1       | 0      | 0           |

20079 Stimmen wurden in der Stichwahl abgegeben, die Wahlbeteiligung betrug 80,1 %. Die Zahl der gültigen Stimmen betrug 19830.
| Kandidat          | Partei   | Stimmen | in %   | Anmerkungen |
| ----------------- | -------- | ------- | ------ | ----------- |
| Richard Herzog    | DSozRefP | 12074   | 60,9 % | 0           |
| Albert Grzesinski | SPD      | 7756    | 39,1 % | 0           |